# 78 (álbum)
78 es el primer álbum de la banda española de indie rock Chucho.
Fue lanzado al mercado en 1997 por la discográfica Virgin Records España, S.A. y una de sus canciones, El detonador EMX-3, formó parte de la BSO de la película de Alejandro Amenábar Abre los ojos.
El diseño de la carátula corrió a cargo de Javier Aramburu.

## Lista de canciones
1. Sal.
2. Pegado a tus pies.
3. El detonador EMX-3.
4. Un ángel turbio.
5. Sin piel.
6. El ángel inseminador.
7. Mi anestesia.
8. Cerca del animal.
9. Fantasma wazzu.
10. El ruido de la calle.
11. Paracaídas.